# Upplands runinskrifter NOR1998;27A
Upplands runinskrifter NOR1998;27A är ett vikingatida runstensfragment av röd sandsten i Spånga kyrka, Spånga socken och Stockholms kommun. Fragmentet hittades i juni 1997 i samband med förarbeten för en arkeologisk undersökning. Fragmentet har triangulär form med måtten 26 gånger 20 gånger 6 centimeter.

## Inskriften
Translitterering av runraden:
...-i -ftiʀ ...
Normalisering till fornvästnordiska:
... [æ]ftiʀ ...
Översättning till nusvenska:
... efter ...